# Динитридоалюминат лития
Динитридоалюминат лития — неорганическое соединение,
двойной нитрид лития и алюминия с формулой Li3AlN2,
бесцветные (белые) кристаллы,
гидролизуется во влажном воздухе.

## Получение
- Нагревание порошкообразного алюминия и нитрида лития в токе азота:

{\displaystyle {\mathsf {2Li_{3}N+2Al+N_{2}\ {\xrightarrow {630-750^{o}C}}\ 2Li_{3}AlN_{2}}}}
- Спекание нитридов лития и алюминия:

{\displaystyle {\mathsf {Li_{3}N+AlN\ {\xrightarrow {700-900^{o}C}}\ Li_{3}AlN_{2}}}}

## Физические свойства
Динитридоалюминат лития образует бесцветные (белые) кристаллы со сверхструктурой
кубической сингонии,
пространственная группа I a3,
параметры ячейки a = 0,9461 нм.